# Partido de Bragado
Bragado es uno de los 135 partidos de la provincia argentina de Buenos Aires. Está ubicado en el centro noroeste de la provincia.
Se encuentra a una latitud de 35°07' Sur, una longitud de 60°30' Oeste y una altitud de 50 m s. n. m. Su cabecera es la ciudad de Santa Rosa del Bragado (nombre histórico de la ciudad)
Su población es de 40,259 habitantes (Indec, 2001). Ocupa 2.230 km², y la densidad es de 17,9 hab./km². La creación del partido data del 17 de octubre de 1851.
La localización privilegiada, la óptima infraestructura de servicios y la calidad de vida de sus asentamientos urbanos y su potencialidad productiva agropecuaria e industrial, consolidan a Bragado como un destacado referente regional.
La buena accesibilidad y conectividad a través de las rutas nacional 5 y provincial 46 vinculan a Bragado con los grandes centros proveedores de servicios complejos, de procesamientos, comercialización y consumo: las áreas metropolitanas de Buenos Aires (200 km.), Rosario (300 km.) y La Plata (250 km.), respectivamente.
Además del acceso directo a los puertos de Buenos Aires, La Plata, Zárate-Campana, San Nicolás de los Arroyos y Rosario a una distancia que no supera los 250 km.
Es decir, en el área de influencia directa de las Rutas del Mercosur y del Corredor Bioceánico Central (Rutas Nacional 5 y Provincial 46 y Nacionales 7 y 188 y el Ferrocarril América Latina Logística) que vinculan con Zárate-Brazo Largo y región mesopotámica -hacia el Este.

## Localidades
- Bragado
- Eduardo O'Brien
- Mechita
- Comodoro Py
- Warnes
- Irala
- Olascoaga
- Máximo Fernández
- La Limpia
- Asamblea

## Turismo

### Parque Laguna Parque Gral. San Martín
El Parque, junto a la Laguna, da comodidades para el miniturismo; a 2 km del centro de Bragado, a la vera de la RP 46. Son 600 ha. En donde se puede pescar y desarrollar varias actividades. 

## Lista de intendentes desde 1983
| Intendente            | Mandato                                           | Partido | Partido | Alianza | Alianza |
| --------------------- | ------------------------------------------------- | ------- | ------- | ------- | ------- |
| Ricardo Vicente Ienco | 10 de diciembre de 1983 - 10 de diciembre de 1987 |         | PJ      |         | —       |
| Ricardo Vicente Ienco | 10 de diciembre de 1987 - 10 de diciembre de 1991 |         | PJ      | FREJURE |         |
| Ernesto Juan Figueras | 10 de diciembre de 1991 - 10 de diciembre de 1995 |         | UCR     |         | —       |
| Orlando Alberto Costa | 10 de diciembre de 1995 - 10 de diciembre de 1999 |         | UCR     |         | —       |
| Orlando Alberto Costa | 10 de diciembre de 1999 - 10 de diciembre de 2003 |         | UCR     | Alianza |         |
| Orlando Alberto Costa | 10 de diciembre de 2003 - 10 de diciembre de 2007 |         | UCR     | —       |         |
| Aldo San Pedro        | 10 de diciembre de 2007 - 10 de diciembre de 2011 |         | PdV     |         | FPV     |
| Aldo San Pedro        | 10 de diciembre de 2011 - 10 de diciembre de 2015 |         | PdV     |         | FPV     |
| Héctor Vicente Gatica | 10 de diciembre de 2015 - 10 de diciembre de 2019 |         | UB      |         | CBA     |
| Héctor Vicente Gatica | 10 de diciembre de 2019 - 10 de diciembre de 2023 |         | UB      | JxC     |         |
| Sergio Juan Barenghi  | 10 de diciembre de 2023 - En el cargo             |         | PJ      |         | UP      |

## Población
| Población | 6.577 | 11.232  | 15.048  | 25.013  | 35.317  | 33.849 | 34.598 | 38.038 | 40.442 | 40.259 | 41.336 | 46.504 |
| Variación | -     | +70,77% | +33,97% | +66,22% | +41,19% | -4,15% | +2,21% | +9,94% | +6,31% | -0,45% | +2,67% | +12,5% |